# Hertingshausen (Adelsgeschlecht)

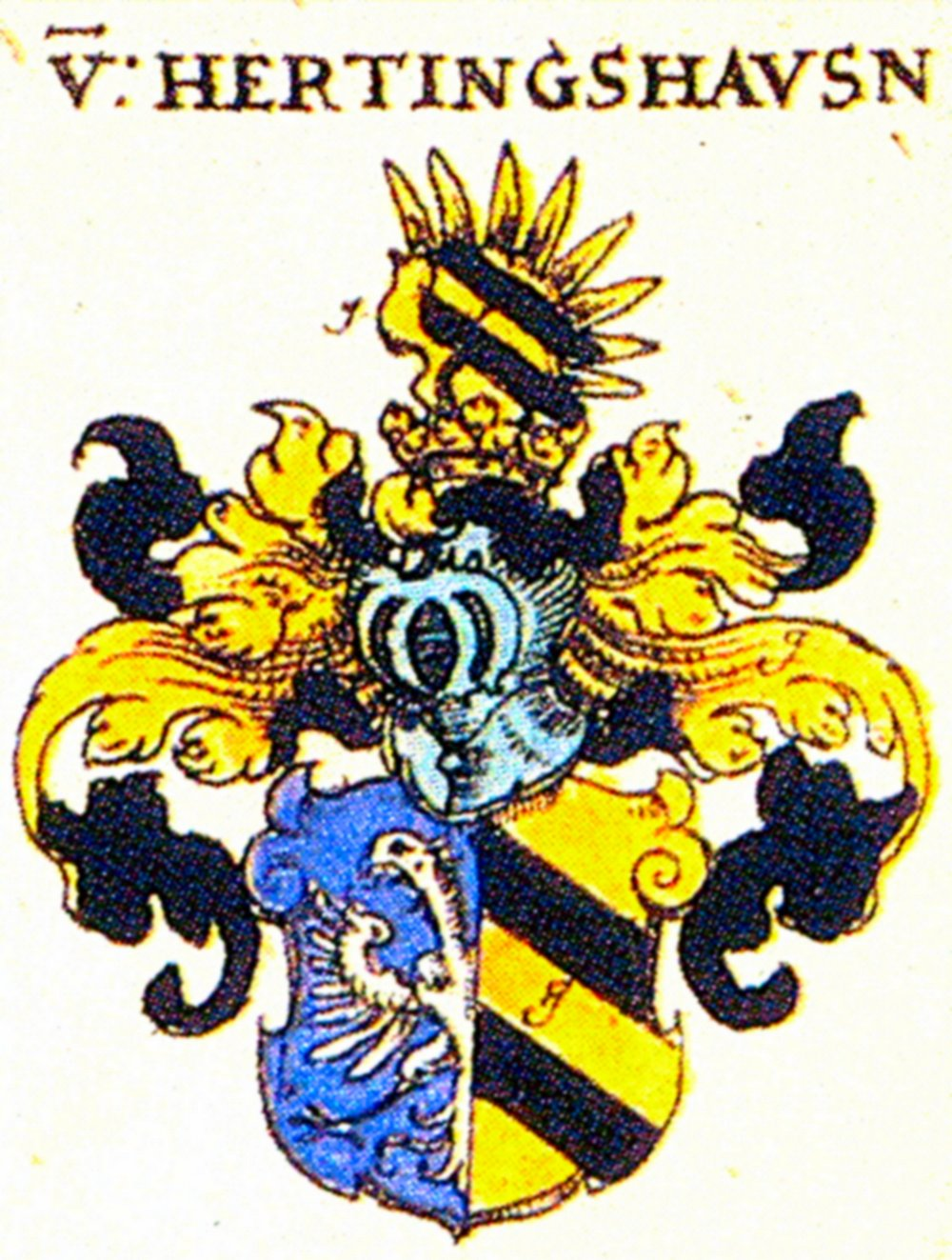
Wappen derer von Hertingshausen, nach Siebmachers Wappenbuch

Hertingshausen ist der Name eines althessischen Rittergeschlechts, das im Jahre 1257 erstmals Erwähnung findet und im Jahre 1689 im Mannesstamm erlosch. Es war benannt nach seinem Stammsitz in dem Dorf Hertingshausen, seit 1971 Stadtteil von Baunatal in Nordhessen. Mitglieder des Geschlechts spielten in der hessischen Geschichte 400 Jahre lang bedeutende Rollen, insbesondere als Lehnsmannen und Amtsträger der hessischen Landgrafen.

## Bekannte Mitglieder des Geschlechts
Erstes namentlich bekanntes Mitglied des Geschlechts ist der in der „Limburger Chronik“ des Tilemann Elhen von Wolfhagen erwähnte Ludwig I. von Hertingshausen, der im Jahre 1257 eine im nahen Felsberg ausgestellte Urkunde bezeugte. Letzter des Geschlechts in der männlichen Linie war der 1689 verschiedene Ludwig Wilhelm von Hertingshausen, landgräflich-hessischer Erbküchenmeister.
Wohl bekanntestes Mitglied des Geschlechts war Friedrich III. von Hertingshausen († 1422), der am 5. Juni 1400 bei Kleinenglis zusammen mit seinem Kumpanen Konrad (Kunzmann) von Falkenberg und dem Grafen Heinrich VII. von Waldeck den vom Fürstentag in Frankfurt heimreisenden Herzog Friedrich von Braunschweig und Lüneburg erschlug.
Sein Enkel Friedrich IV. von Hertingshausen (1423–vor 1467) war als fehdefreudiger Ritter bekannt. Er und sein (angeheirateter) Onkel Reinhard von Dalwigk hatten vielerlei Streit mit anderen Adligen der Gegend, wobei die rund anderthalb Jahrzehnte dauernde Bundesherrenfehde den Höhepunkt darstellte. Zweimal, 1443 und 1448, wurden Dalwigk und Hertingshausen, nachdem sie mehrfach Dörfer verwüstet oder gar niedergebrannt hatten, als Landfriedensbrecher durch Truppen des Landgrafen Ludwig II. und des Mainzer Erzbischofs Dietrich zur Unterwerfung gezwungen und durch Entzug von Lehen bestraft, ohne dass dies jedoch zu dauerhaftem Frieden führte. Erst Ende 1454 konnte die blutige und besonders für die Landbevölkerung zerstörerische Fehde beendet werden.
Georg Bernhard von Hertingshausen († 18. November 1646) war bereits seit dessen Jugend einer der engsten Vertrauten des Landgrafen Ludwig V. von Hessen-Darmstadt. Er wurde 1602 dessen Oberjäger- und Oberforstmeister, später auch Amtmann zu Kelsterbach, Fürstlicher Rat und Geheimer Kriegskommissar. Als ungemein habgieriger Oberjägermeister war er bei der Bevölkerung äußerst unbeliebt, weil er sie durch schwere und schikanöse Jagdfrondienste belastete, wenn sie ihm nicht mit Geld und/oder Sachlieferungen dienlich waren. Als 1627 der Marburger Erbfolgestreit beigelegt wurde, erhielt Georg Bernhard von Hertingshausen das Hofamt des hessischen Erbküchenmeisters. Eine schriftliche Zusage und Versicherung dazu erhielt er im Januar 1629, aber die eigentliche Belehnung erfolgte wegen der Kriegswirren nicht, und er starb ohne männliche Leiblehenserben. Erst 1680 wurde sein Großneffe Ludwig Wilhelm formell erblich mit dem Amt belehnt.
Sein Bruder Friedrich Balthasar von Hertingshausen (* 4. August 1579; † 29. April 1615) war ein besonderer Günstling des Landgrafen Moritz von Hessen-Kassel. Er wurde 1606 Kammerjunker, 1608 Stallmeister, 1615 Hofmarschall und Geheimer Rat. Am 29. April 1615 wurde er von dem Hofjunker Rudolf von Eckartsberg ermordet. Eckartsberg wurde vier Tage später auf grausamste Weise öffentlich hingerichtet.
Friedrich Balthasars Sohn Moritz von Hertingshausen (* 1613; † 17. November 1678) wuchs bei seinem Onkel Georg Bernhard in Darmstadt auf und trat nach seinem Studium an der Universität in Marburg in hessen-darmstädtischen Dienst, wo er schon bald zum Geheimen Rat avancierte. Spätestens 1656 war er Hofmarschall des Landgrafen Georg II. und Oberamtmann zu Darmstadt, und er hatte diese Ämter auch während der gesamten Regierungszeit von dessen Sohn und Nachfolger Ludwig VI. inne.

## Wappen
Das Wappen der Familie zeigte ein senkrecht geteiltes Schild, das rechte Feld blau mit halbem silbernen Adler, das linke golden mit zwei nach rechts aufsteigenden schwarzen Schrägbalken. Die goldene Helmzier, ein geschlossener Adlerflug, war ebenfalls mit zwei schrägen schwarzen Balken verziert. Die Decken waren schwarz und golden.

## Stammliste
(Quelle:)
1. Ludwig I. (1257 erwähnt)
  1. Johannes (1310 erwähnt)
  2. Friedrich I. (1303–1312 erwähnt)
    1. Irmengard (1337 erwähnt)
    2. Otto (1346–1352 erwähnt, † 1352)
    3. Friedrich II. (1346, 1366, 1376 erwähnt, † bald nach 1381)
    4. Ludwig II. († 1352)
    5. Hermann I. (1346–1352, 1366, 1367 erwähnt, † bald nach 1369)
      1. Friedrich III. (1366, 1376 erwähnt, † 1422), ⚭ Lukarde von Spiegel zum Desenberg
        1. Agnes (Nesa, Nese), ⚭ 1412 Reinhard von Dalwigk
        2. Hermann II. (1397, 1411 erwähnt, † um 1430)
        3. Otto († vor 1400)
        4. Berthold (1421, 1422 erwähnt, † wohl 1431), ⚭ Kunigunde
          1. Friedrich IV. (* Dezember 1423, † vor 1467), ⚭ Dorothea
            1. Margarethe, ⚭ Hans von Bischoffshausen, ⚭ 1488 Burghard von Boyneburg
            2. Friedrich V. (1479 erwähnt, † nach 1531), ⚭ Agnes Schenck zu Schweinsberg
              1. Philipp
              2. Friedrich VI. († wohl vor 1531)
              3. Hermann III. († wohl vor 1525)
              4. Dorothea, ⚭ 1507 Johann von Wildungen
              5. Burghard (1544 erwähnt, † 29. März 1570),[5] ⚭ Magdalena von Düdelsheim
                1. Balthasar
                2. Tochter NN, ⚭ Kurt von Radenhausen
                3. Tochter NN, ⚭ Hans Hermann von Buseck gen. Münch

              6. Bernhard (1544 erwähnt, † vor 1556), ⚭ 1533 Barbara von Baumbach zu Tannenberg
                1. Ewald († 1571)[6]

              7. Johann (1535, 1544 erwähnt, † 1553), ⚭ 1535 Ida von Steinbach
                1. Friedrich VII. (1556–1595 erwähnt), ⚭ 1559 Anne Rodung gen. von Wehrda zu Bürgeln, 1595 ⚭ Walpurge Salomone von Weißensee
                2. Johann Burghard (1556–1590 erwähnt)
                  1. Philipp Wilhelm († vor 1606)
                  2. Wilhelm Moritz († Dezember 1601)
                  3. Otto Werner († vor 1606)

                3. Johann (1556, 1574 erwähnt, † 23. Dezember 1590), ⚭ Maria von Dernbach
                  1. Johann Philipp (1622 erwähnt), ⚭ Catharina Heest zu Rethwisch
                    1. Catharina Dorothea (* 2. Februar 1637; † 6. März 1684)
                    2. Augusta Eleonora, ⚭ Hans Georg von Osterhausen (* 1603; † nach 1660)

                  2. Georg Bernhard († 18. November 1646), ⚭ Anna von Bredow († 1651)
                    1. Agnes († 1691), ⚭ Georg von Wangenheim (* 2. Oktober 1606, † 20. März 1660)
                    2. Philipp Friedrich († 4. Oktober 1631)
                    3. Eleonora, ⚭ NN Streiff von Lauenstein[7]
                    4. Tochter NN, ⚭ Heinrich von Bohlen zu Bohlendorf

                  3. Friedrich Balthasar (* 4. August 1579; † 29. April 1615), ⚭ Margaretha Elisabeth Quadt zu Landskron
                    1. Ulrich Christian (* 1608) ⚭ Maria Scherff a.d.H. Bolsiersma
                    2. Dorothea Elisabeth ⚭ Arnold Herman Scherff a.d.H. Bolsiersma (* 1609; † 1657)
                    3. Moritz (* 1613; † 17. November 1678), ⚭ Anna Amalia Schütz von Holzhausen
                      1. Johann Burckhard (* 1. April 1660)
                      2. Johann Friedrich († 1680)
                      3. Ludwig Wilhelm († 1689)

## Wiederbesetzung des Namens
Kurfürst Friedrich Wilhelm I., der letzte Landesherr von Hessen-Kassel, ernannte Otto (1823–1907) und Eduard Lehmann (1827–1896), die beiden Söhne seiner morganatischen Ehefrau Gertrude Lehmann aus deren geschiedener Ehe mit dem Leutnant Karl Lehmann, 1835 zu Herren von Hertingshausen, aber dann schon 1837 zu Herren von Scholley und erhob sie 1846 zu kurhessischen Freiherren.